# Britt Marie Hermes
Britt Marie Hermes (nascida Deegan ) é uma ex- médica naturopata americana que se tornou crítica da naturopatia e da medicina alternativa. Ela é autora de um blog, Naturopathic Diaries, onde escreve sobre ter sido treinada e praticado legalmente a naturopatia e sobre os problemas dos naturopatas praticarem a medicina.
Hermes escreve sobre a educação e as práticas de naturopatas licenciados na América do Norte, e ela é uma notável opositora da medicina alternativa. Hermes é considerada uma denunciante da profissão de naturopata e uma "naturopata apóstata".